# Fedde Schurer
Fedde Schurer (Drachten, 25 juli 1898 – Heerenveen, 19 maart 1968) was een Fries dichter. Daarnaast was hij journalist en zat hij voor de Christelijk-Democratische Unie (CDU) en de Partij van de Arbeid (PvdA) in de landelijke volksvertegenwoordiging. Schurer hanteerde de volgende pseudoniemen: Louw Brants, Bouke, F. Boukes, Edzard, S. Gerlofs, S.N. Iselbank, Sjolle Kreamer, Arend van der Meer, J. Melkema, Jelle Oenes, Pier Protter, (Jelle) Rippen, J. Stranger, F(rank) Wagenaar. Ook was hij christelijk vredesactivist en voorman van de Friese cultuur.

## Jonge jaren
Schurer werd geboren als zoon van Bouke Schurer, knecht op een scheepshelling en Grietje Wagenaar, dienstbode. Hij volgde in Lemmer de lagere school. Na het voltooien van de basisschool ging hij aan het werk als timmersmansjongen. In de avonduren bleef Schurer echter doorstuderen aan de vaktekenschool. Uiteindelijk volgde hij nog een onderwijzersopleiding. Zijn eerste aanstelling als onderwijzer kreeg hij op dezelfde lagere school waar hij zelf ook op gezeten had. Schurer trouwde in 1924 met onderwijzeres en collega Willemke (Willy) de Vries.
In 1919 sloot Schurer zich aan bij het Kristlik Frysk Selskip (KFS), waarvan hij een tijdlang hoofdbestuurslid was. In het tijdschrift van de KFS verschenen vanaf 1920 zijn eerste gedichten. In 1925 debuteerde hij met de dichtbundel Fersen (Verzen).
Vanaf de jaren twintig ontwikkelde Fedde Schurer zich als christelijk pacifist. Hij richtte een afdeling op van Kerk en Vrede. Samen met zijn sympathie voor de Gereformeerde Kerken in Hersteld Verband, bracht hem dat in problemen binnen zijn eigen Gereformeerde Kerk. De kerkenraad weigerde Schurer toegang tot het Heilig Avondmaal en daarop volgde in 1930 zijn ontslag als onderwijzer in Lemmer. In zijn BVD-dossier wordt Schurer als volgt beschreven: "Talentvol en gevaarlijk spreker, vooral gevaarlijk voor jonge menschen". Hij is zijn pacifisme tot zijn dood toe trouw gebleven.

## Amsterdamse jaren
Na zijn ontslag verliet Schurer Friesland en vestigde hij zich in Amsterdam, waar hij zestien jaar bleef. Hij werkte enige tijd op het Bureau voor Volkskunde van zijn geestverwant Piet Meertens en werd daarna onderwijzer op een aantal gemeentescholen.
In Amsterdam schreef hij veel en bleef hij ook actief in de politiek. Onder andere met de leus 'Geen Führer, maar Schurer', werd Schurer in 1935 gekozen als lid van de Provinciale Staten van Noord-Holland voor de kleine Christelijk-Democratische Unie (CDU).
Tijdens de veerbootreizen die hij maakte tussen Amsterdam en Lemmer vertaalde hij onder andere gedichten van Heinrich Heine naar het Fries. Tijdens de Tweede Wereldoorlog was hij als schrijver actief in het verzet. Zo droeg hij bij aan de bundel verzetspoëzie Nieuw Geuzenliedboek. Na de oorlog ontving hij de Regeringsprijs voor Nederlandse Verzetsliteratuur.

## Terug naar Friesland

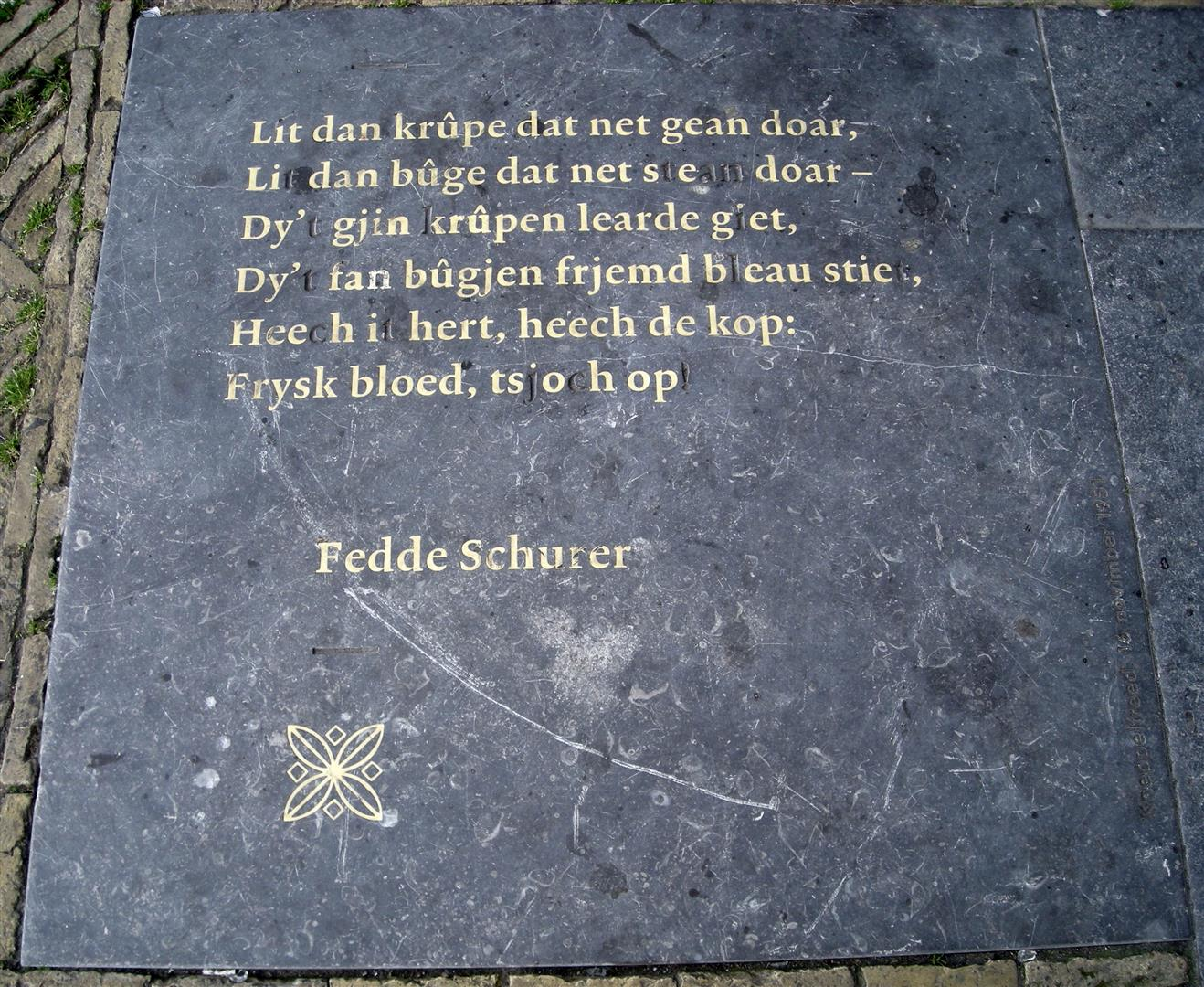
Gedenksteen Kneppelfreed met Frysk bloed tsjoch op, gedicht van Schurer

Vlak na de oorlog werd hem het gedeelde hoofdredacteurschap van de Heerenveense Koerier aangeboden. Daarop keerde Schurer terug naar Friesland. Toen hoofdredacteur Sjoerd van der Schaaf in 1952 naar de Utrechtse editie van Het Parool vertrok werd Schurer hoofdredacteur. Naast zijn journalistieke werk werd hij actief in de PvdA. Tussen 1956 en 1963 zat hij in de Tweede Kamer namens de Partij van de Arbeid. Schurer bevond zich tevens in het hart van het Friese literaire leven.
Door Schurers stilistisch briljante en scherpe hoofdartikelen verwierf de Heerenveense Koerier grote bekendheid, zowel in als buiten Friesland. Dat was zeker het geval na Schurers bekende hoofdartikel 'De laatste man van de Zwarte Hoop?', over de rechtszaak tegen de veearts Van der Burg, het artikel waar de rel mee begon die bekend is onder de naam Kneppelfreed (1951). De krant ging niet lang daarna verder als Friese Koerier. In 1963 legde Schurer het hoofdredacteurschap neer. Hij werd opgevolgd door Laurens ten Cate.
Bij zijn plotselinge dood in 1968 trof men een bijna voltooid manuscript aan van zijn memoires, die in 1969 postuum zijn gepubliceerd onder de titel De besleine spegel. Een Nederlandse vertaling is uitgegeven onder de titel De beslagen spiegel.

## Prijzen
- 1949 – Gysbert Japicxpriis voor Simson, berijming van It boek fan 'e psalmen
- 1945 – Verzetsprijs voor letterkundigen voor zijn gedichten in het Fries en in het Nederlands

### Poëzie
- 1925 – Fersen; tweede druk in 1934
- 1931 – Heinrich Heine. Oersettings út syn dichtwirk; tweede druk in 1999
- 1931 – Utflecht (Uitvlucht); tweede druk in 1936
- 1936 – Op alle winen (Op alle winden)
- 1940 – Fen twa wâllen (Van twee wallen)
- 1947 – It boek fan de Psalmen (Het boek van de Psalmen)
- 1949 – Vox humana
- 1955 – Fingerprinten (Vingerafdrukken)
- 1955 – Frysk Psalm- en Gesangboek
- 1966 – Efter it nijs (Achter het nieuws)
- 1966 – Opheind en trochjown (Opgevangen en doorgegeven)
- 1966 – De gitaer by it boek (twee delen) (De gitaar bij het boek); tweede druk 1969, derde druk 1971
- 1974 – Samle fersen (Verzamelde verzen); tweede druk 1975

### Toneel
- 1945 – Simson
- 1954 – Bonifatius

### Proza
- 1963 – Beam en bast (Boom en bast) - korte verhalen
- 1963 – Brood op het water - keuze uit hoofdartikelen uit De Friese Koerier
- 1969 – De besleine spegel (De beslagen spiegel) - onvoltooide memoires. In 1998 heruitgegeven in het Nederlands en Fries. In 2010 heruitgegeven in het Fries

## Eerbewijzen

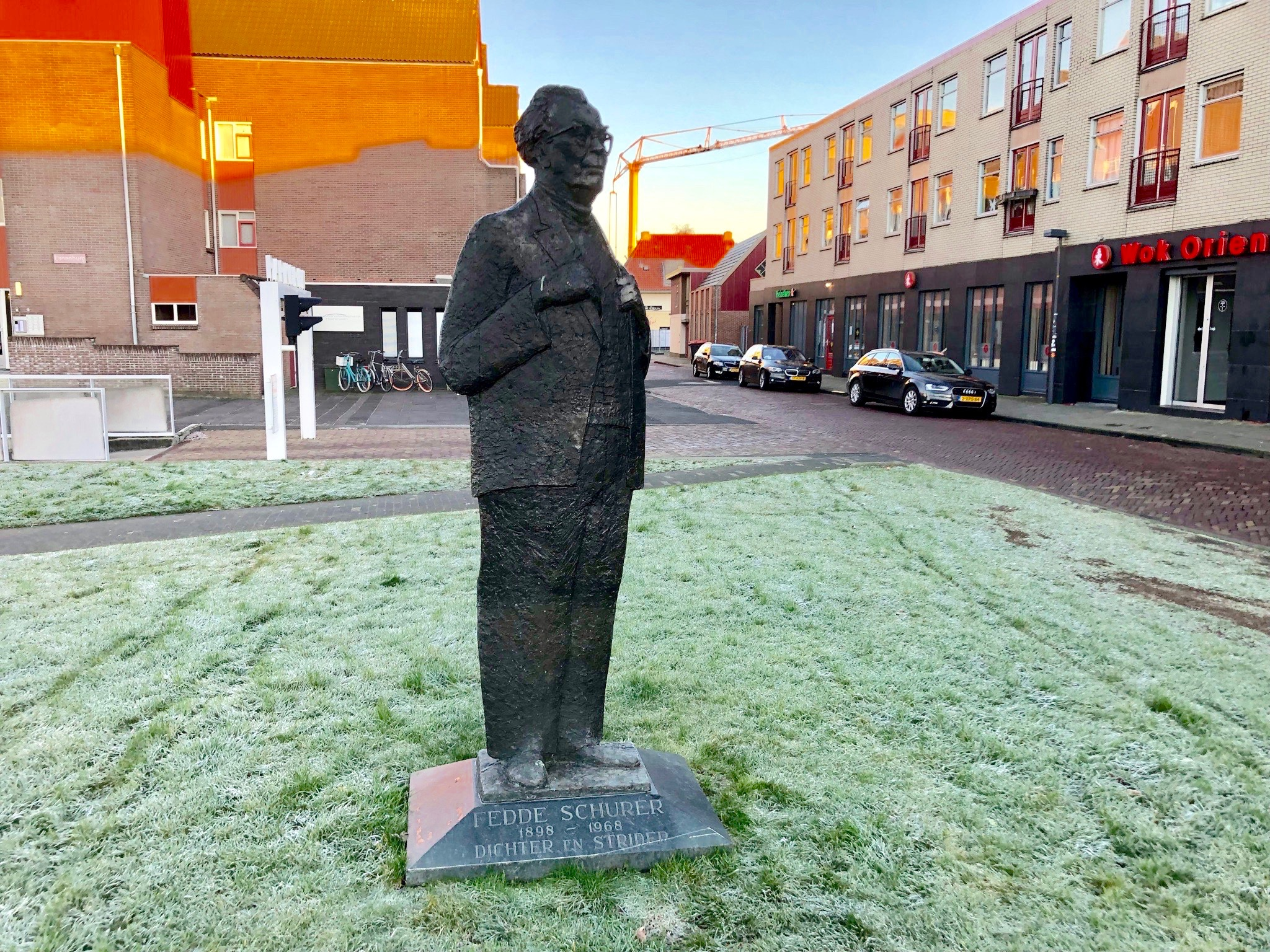
Standbeeld in Heerenveen door Guus Hellegers

- In 1974 werd te Heerenveen een standbeeld voor Fedde Schurer onthuld; gemaakt door Guus Hellegers. Het standbeeld stond aanvankelijk aan de Lindegracht, en later op de Wettertoer. Sinds 2020 staat het beeld op een nieuwe locatie bij het Geerts Willigenplein.[4]
- De debutantenprijs voor Friese schrijvers en dichters, de Fedde Schurerpriis, is naar hem genoemd. De winnaar wordt bepaald door Gedeputeerde Staten van Fryslân, op voordracht van een vakjury.
In 2012 stopte de provincie met het toekennen van deze prijs. In 2013 werd voor debuterende Friese schrijvers en dichters de Douwe Tammingapriis ingesteld die wordt betaald uit het Tamminga-Piebenga-Fonds.
- Heerenveen kent een Fedde Schurerplein. Aan dit plein was vanaf 1967 de RSG Heerenveen gevestigd, die in 1995 met andere scholen fuseerde tot OSG Sevenwolden. Het gebouw heette Locatie Fedde Schurer, tevens vernoemd naar Fedde Schurer. In 2010 werd in de nabijheid een nieuw schoolgebouw geopend en werd het gebouw uit 1967 gesloopt. Hoewel het nieuwe gebouw niet meer aan het Fedde Schurerplein staat, is Schurer nog steeds de naamgever van de locatie.
- Het Spurt-treinstel 10334 is naar Fedde Schurer genoemd.

## Trivia
- In het 'Liedboek voor de Kerken' (uitg. Interkerkelijke Stichting voor het Kerklied, 1973) is een liedtekst van de hand van Schurer opgenomen: Gezang 330, onder de titel "Heb dank, o God voor alle leven", op een al bestaande melodie van J.G. Bastiaans. In het 'Liedboek, zingen en bidden in huis en kerk' (uitg. Interkerkelijke Stichting voor het Kerklied, 2013) is het ongewijzigd gehandhaafd als Lied 315.
- Volgens Martin van Amerongen is de Heinevertaling van Fedde Schurer de beste van Nederland.[5] Waarschijnlijk heeft dit mede geleid tot de heruitgave van de verzenbundel uit 1931 in 1999.
- Schurer was levenslang bevriend met de bekende predikant ds. Jan Buskes.